# یگان زنان ایزدخان

پرچم گروه یگان زنان ایزدخان

یگان زنان ایزدی (کردی: Yekinêyen Jinên Êzidxan نام گروه شبه نظامی کردی متشکل از زنان پیرو آئین ایزدی است که در سال ۲۰۱۵
تشکیل شد تا از ایزدی‌ها در برابر داعش و دیگر گروه‌های تندرو که ایزدی‌ها را کافر می‌پندارند، حفاظت کند.
این گروه شاخه ای از یگان‌های مدافع سنجار می‌باشد. نام دیگر این گروه یگان‌های مدافع زن سنجار می‌باشد.

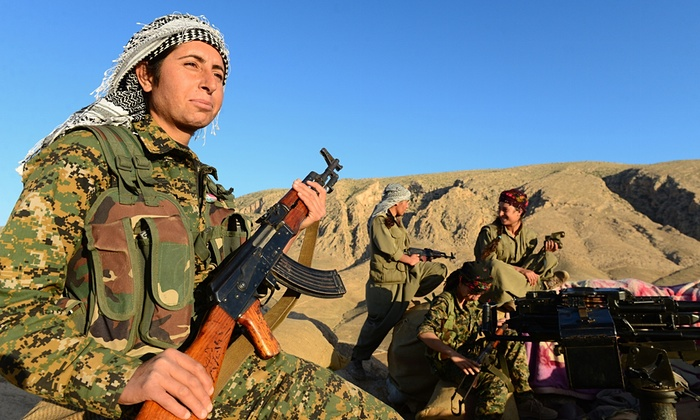
زنان مدافع سنجار
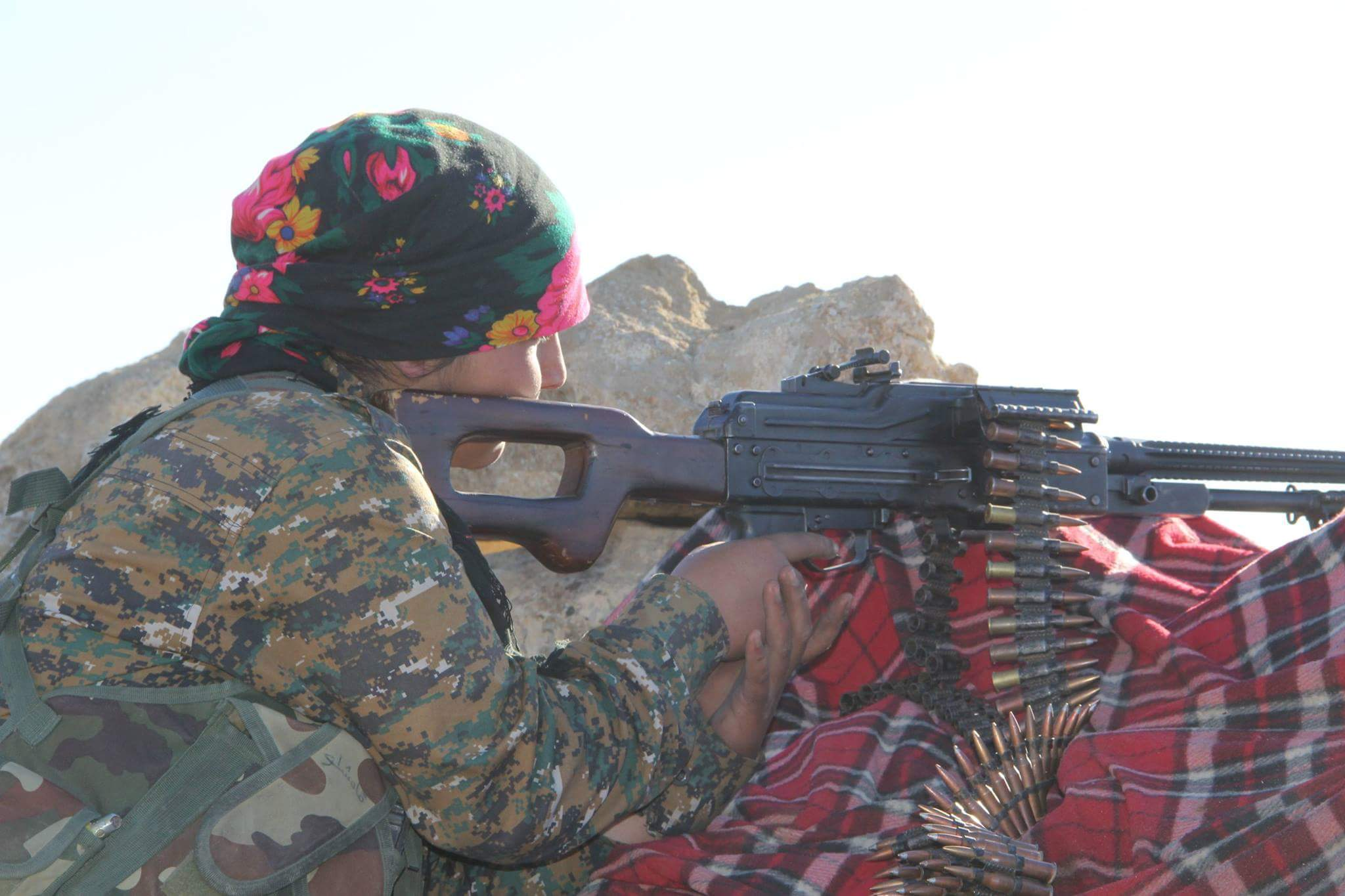
زنان مدافع سنجار